# Carpanta
Carpanta és el nom d'un personatge de còmic creat per Escobar, aparegut per primer cop al número 3 de la revista Pulgarcito, publicat el 17 de gener de 1947, encara que en aquesta historieta no se l'anomenava. És un home que viu a la postguerra espanyola i que sempre busca menjar, ja que viu en la pobresa. Hereu dels trucs de la novel·la picaresca, és un reflex de les condicions de vida de gran part de la població però en clau humorística (no té ganes de treballar i es riu de la seva vida) i també presenta influències de golafres literaris com Pantagruel. De fet, el personatge és la materialització del terme «carpanta», una paraula habitual de l'argot barceloní per expressar gana. La popularitat del personatge el feu protagonista d'expressions com "tenir més gana que en Carpanta" o "menjar com en Carpanta".

## Trajectòria editorial
La sèrie va gaudir d'una enorme popularitat durant els anys quaranta i cinquanta per la qualitat dels seus plantejaments crítics i pel seu retrat ajustat de la paupèrrima realitat que tan bé coneixien els seus lectors. A partir de 1955, amb noves lleis més restrictives sobre els continguts dels còmics, Escobar va haver de reduir el sentit crític de la sèrie. El boom econòmic dels anys seixanta va fer que la «fam de Carpanta» perdés sentit per a les noves generacions de lectors. Carpanta, amb gags més blancs i en un context social que havia canviat, ja no gaudia de l'interès que havia despertat en els seus primers anys de vida. La sèrie va perdre pes en les diverses revistes de Bruguera i, a partir de 1987, va ser recuperada en les publicacions d'Edicions B.

## Vida quotidiana
L'aspecte físic del personatge és el d'un home baixet, cara-rodó, nas llarg i arrodonit, calb, només amb tres cabells, que li sobresurten del barret, tipus Canotier. Amb el seu somriure burleta, deixa veure l'única dent que sembla que li queda. Vesteix amb camisa de coll alt, un corbatí i una americana negra, força peculiar.
En Carpanta reflecteix el tòpic de la picaresca espanyola. És un vagabund, viu sota un pont, gandul de mena, ni treballa ni vol treballar, l'únic esforç que fa és el d'empescar-se-les per poder omplir l'estómac.
Malgrat la comicitat del personatge, quan fou creat també reflectia la realitat de la postguerra de la Guerra Civil espanyola, en què la indigència provocada per les penalitats de la situació era una realitat quotidiana. Les seves idees i l'oportunitat de fer un bon tiberi, o fer un mos, solen acabar malament, i el personatge sol acabar les historietes amb dejú. Al llarg de la seva vida ha arribat a fer de taxista i de pagès, però la seva veritable vocació és la de vagabundejar.

## Autors
Josep Escobar i Saliente (Barcelona, 22 d'octubre de 1908 - 31 de març de 1994) fou un autor de còmics català que signava simplement com a Escobar. Fou especialment conegut també pels personatges de Zipi i Zape. Se'l considera un dels humoristes més importants del còmic català.

## Personatges secundaris
Els personatges que es troben amb en Carpanta, a les seves historietes hi surten d'una manera molt puntual i pocs són els casos en què repeteixen.
L'excepció la trobaríem en el cas de Protasio, aquest és el nom de qui en els inicis de la sèrie surt fent diferents papers, però, els anys cinquanta, en Protasio, va agafant cada vegada més el rol de vagabund i acaba compartint les penalitats del seu nou amic i confident Carpanta.
L'aspecte de Protasio és el d'un home gros, rabassut, cara-rodona, bigoti i vestit amb un vestit del qual l'americana li va molt petita, un mocador al coll i una boina, és la resta de la indumentària.

## Publicacions
(publicacions on s'ha publicat el Personatge)
- Pulgarcito. (Editorial Bruguera, 1947-1952)
- Vacaciones todo el año. (Editorial Bruguera, 1948-1949) Número 6.[4]
- Super Pulgarcito. (Editorial Bruguera, 1949-1951)
- Magos del lápiz. (Editorial Bruguera, 1949-1951) Números 5 (sense numerar),28 i 36.[5]
- Magos de la risa. (Editorial Bruguera, 1950-1951) Números 2,9,21,28,34 i 40.
- Pulgarcito. (Editorial Bruguera 1952-1981)
- Super Carpanta.(Editorial Bruguera, 1977. Revista amb continguts variats. Material d'arxiu de L'Editorial Bruguera.)
- Super Humor. (Editorial Bruguera, 1975)
- Super Humor (Ediciones B, S.A. 1992)
- Lo mejor de Escobar. (Col·lecció Super Humor Clásico. Número 5, Ediciones B, 2008)
- Clásicos del Humor. (Col·leccionable Grupo RBA. Número 8, 2008). ISBN 978-84-473-6068-0
- Clásicos del Humor. (Col·leccionable Grupo RBA. Número 19, 2009). ISBN 978-84-473-6214-1

## En altres mitjans
- L’any 1960, una molt primitiva Televisión Española grava i emet una sèrie infantil de 13 episodis que porta per títol Carpanta.
- L’any 1967 Josep Escobar estrena una obra de teatre que porta per títol Festival Carpanta i que porta a escena diversos quadres que adapten historietes del personatge; l’èxit de públic és notable.[6]

## A la cultura popular
- L’any 1956 es va comercialitzar una joguina de plàstic amb la figura de Carpanta.[6]
- Carpanta és anomenat a les cançons Qualsevol nit pot sortir el sol (1975) de Jaume Sisa i Prefiero el trapecio, inclos a Arena en los bolsillos (1988), el primer àlbum en solitari de Manolo García.